# Justo Germán Bermúdez
Justo Germán Bermúdez (Maldonado, 28 de mayo de 1783 - San Lorenzo, 14 de febrero de 1813) fue un militar rioplatense nacido en lo que hoy es Uruguay, capitán del Regimiento de Granaderos a Caballo, que falleció por las heridas recibidas en el Combate de San Lorenzo del 3 de febrero de 1813, a 26 km al norte de la aldea de Rosario, Argentina.

## Biografía
Nació el 28 de mayo de 1783 en la ciudad de Maldonado, entonces parte de la provincia de Montevideo, Virreinato del Río de la Plata (hoy República Oriental del Uruguay).
Era hijo de José Andrés Bermúdez y Juana García. Su hermano Juan participaría en la Guerra contra España, como así también su primo hermano, el coronel Pedro Pablo Bermúdez.
Bermúdez poseía una importante «casa de abasto» en El Cordón.
Estaba casado con una tal Dominga Rosas, con la que tendría tres hijas ―la menor de ellas llamada Fortunata―.

### Carrera militar
A fines de febrero de 1811, cuando estalló el movimiento emancipador en la Banda Oriental, Justo Germán Bermúdez, de acuerdo con don Juan Antonio Pérez, formó un escuadrón de vecinos de Montevideo con el nombre de Voluntarios de Infantería del Cordón y Aguada, el que llegó a contar 200 hombres, excluidos los oficiales.
Para sufragar los gastos que demandaba la organización de su escuadrón, Bermúdez vendió por cinco mil pesos su importante «casa de abasto» de El Cordón.
Bermúdez fue nombrado capitán de la 2.ª compañía a las órdenes de José Gervasio Artigas. El 18 de mayo de 1811 participó en la batalla de Las Piedras, y participó en el sitio de Montevideo de 1811 contra el virrey español Francisco Javier de Elío.
Por ausencia de Juan Antonio Pérez ―que había sido enviado para la conducción de cañones que se hallaban en Santa Teresa―, Bermúdez quedó comandando interinamente el escuadrón, el cual tomó el nombre de Dragones de Milicias de la Patria.
Poco antes de ser levantado el sitio de aquella ciudad, el coronel porteño José Rondeau destacó al capitán Bermúdez para ir a observar los movimientos de los portugueses, registrar su número y otras particularidades. Los portugueses apresaron a Bermúdez el 19 de octubre de 1811, pero logró escaparse a los pocos días.
Volvió a incorporarse a los patriotas que habían formado el ejército sitiador de Montevideo, levantando por el tratado ajustado con el virrey De Elío.
La esposa de Bermúdez, doña Dominga Rosas, se encontraba a punto de parir. Entonces Bermúdez resolvió separarse del ejército en Monzón o en el Arroyo Grande, para pasar a la capilla de Mercedes, 

suponiendo allí algún mejor acogimiento para el parto de su esposa, que aguardaba por momentos; pero como este no llegase y por otra parte se sintiesen varios estragos de gentes insubordinadas y se temiese a más las partidas portuguesas, determinó venirse al momento fletando un bote por sesenta pesos fuertes para él, su esposa y cuatro soldados que le seguían; llegando al fin a esta después de un penoso y peligroso viaje, donde no habiendo estado jamás ni teniendo más conocimientos que los de una agraciable hospitalidad, se ve enteramente escaso de dinero y sin recurso alguno, por falta de conocimientos, reducido a mendigar el más leve servicio.
José Rondeau, informe al Gobierno fechada en Buenos Aires el 27 de noviembre de 1811

Tras este informe del coronel José Rondeau, dos meses después, el 25 de enero de 1812, el capitán Bermúdez recibió la suma de 206 pesos fuertes que había adelantado Rondeau a la tropa de su mando.
De acuerdo con la solicitud de Bermúdez ―que pedía que lo colocaran en uno de los cuerpos del ejército porteño―, el 24 de abril de 1812 fue incorporado al Regimiento de Granaderos a Caballo en calidad de teniente de la 1.ª compañía. El 4 de noviembre de 1812 fue ascendido a capitán de la 2.ª compañía del 2.º escuadrón.

### Combate de San Lorenzo

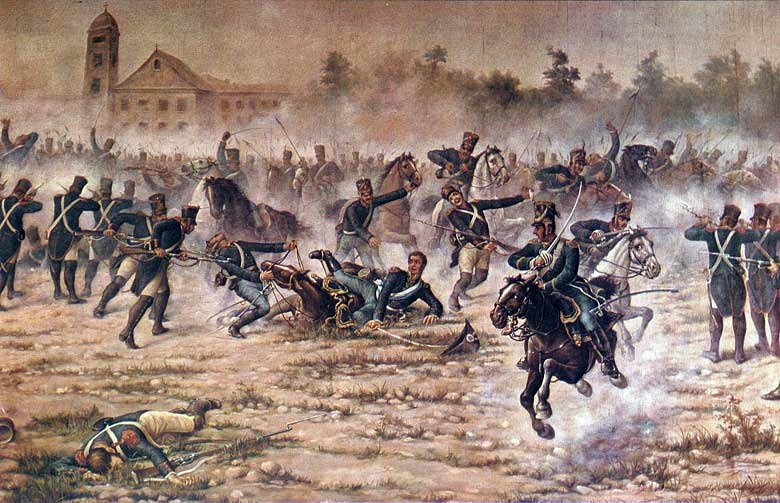
Escena del combate de San Lorenzo, contra los realistas españoles.

En el combate de San Lorenzo, librado frente al Convento de San Carlos, donde 120 granaderos al comando de San Martín vencieron a dos líneas de infantería de 250 españoles al mando del comandante Zabala, le cupo dirigir el flanco izquierdo del ataque ―el segundo escuadrón de granaderos― llevando como oficiales de apoyo al teniente Manuel Díaz Vélez, el alférez Mariano Necochea y el sargento Domingo Porteau, respectivamente.
Según la historiadora Adriana Gaitán de Cucit, San Martín le confió una de las dos alas en las que había dividido al regimiento. El general le ordenó que cuando llegaran al medio del campo de batalla iniciaran el ataque simultáneamente; pero Bermúdez tardó en llegar al sitio y no llegó a enfrentarse en el mismo momento que su jefe.
San Martín, en una carta al general Miller, fechada el 30 de junio de 1827, haría mención del error del capitán Justo Bermúdez por abrir demasiado el flanco izquierdo del ataque al enemigo: «Bravo oficial, pero novicio en la carrera».
Herido San Martín en un grave incidente contra la primera línea de combate realista, en el cual quedó cubierto por su caballo y recibió un corte de sable en el rostro, el soldado Juan Bautista Cabral lo salvó honrosamente. Justo Bermúdez y Manuel Díaz Vélez tuvieron la misión de empujar a los españoles hacia la barranca del río Paraná, lográndolo con éxito absoluto a costa de sus propias vidas. El capitán Justo Bermúdez fue herido por una bala de fusil en la rótula de la rodilla izquierda, que lo dejó inmediatamente fuera de combate, y el teniente Díaz Vélez recibió dos balazos en la cabeza y un bayonetazo, y se despeñó por la barranca. Tras él, el sargento Porteau cayó mortalmente herido.
Sin embargo, los granaderos de San Martín ganaron el combate.
Los heridos fueron trasladados al convento franciscano de San Lorenzo donde fueron atendidos por Francisco Cosme Argerich y el padre presidente de los betlemistas del Hospital de la Residencia (que era el nombre que recibía una pequeña sala de enfermería en el Convento de San Carlos). El capitán Justo Germán Bermúdez sufrió la amputación de su pierna malherida. En las siguientes dos semanas, la herida se infectó ―no existían los antibióticos― y tras varias hemorragias ―no existían las transfusiones de sangre― Bermúdez falleció el 14 de febrero de 1813. Algunos afirman que ―frustrado por no haber podido impedir el repliegue del enemigo―, se arrancó el torniquete para que la hemorragia lo matara.
Otros historiadores establecieron que esta acción de dejarse morir representó el honor de salvar su integridad como oficial y ser humano antes de recibir la durísima reprimenda del coronel San Martín por haber ejecutado una orden de ataque con segundos de retraso.
Algunos afirman que fue sepultado tras el convento de San Lorenzo,[cita requerida] mientras que el escritor e historiador Plácido Grela sostiene que su cuerpo está enterrado en el cementerio de la Recoleta, en la ciudad de Buenos Aires.[cita requerida]
Otros aseguran que su tumba permaneció identificada hasta el año 1864, fecha desde la cual no se sabe más nada acerca del exacto lugar donde reposan sus restos.[cita requerida]
El teniente Manuel Díaz Vélez falleció en Buenos Aires, en el mes de mayo y es un mito que nunca recobró el conocimiento luego del combate de San Lorenzo, pues firmó recibos de postas al volver de San Lorenzo hacia Buenos Aires.
Justo Bermúdez y el cabo Ramón Amador fueron los dos únicos orientales (‘uruguayos’) muertos en el combate de San Lorenzo.
La ciudad santafesina de Capitán Bermúdez ―a 15 km del centro de la ciudad de Rosario, y separada de esta por la ciudad de Granadero Baigorria― lleva tal nombre recordando al heroico Justo Germán Bermúdez.

Una calle del barrio Villa del Parque (en la ciudad de Buenos Aires) lleva su nombre, por ordenanza municipal del 27 de noviembre de 1893. Nace en avenida Rivadavia 9199 y termina en avenida Salvador María del Carril 4999. Corre entre las calles Desaguadero y Cervantes. Su numeración abarca desde el 1 al 3801.